# Marshall Sahlins
 (avril 2021).
Si vous disposez d'ouvrages ou d'articles de référence ou si vous connaissez des sites web de qualité traitant du thème abordé ici, merci de compléter l'article en donnant les références utiles à sa vérifiabilité et en les liant à la section « Notes et références ».
Marshall David Sahlins, né le 27 décembre 1930 à Chicago (Illinois) et mort le 5 avril 2021, est un anthropologue américain, spécialiste de l'économie des sociétés primitives et préhistoriques.

## Biographie
Né dans une famille juive d'origine russe, Marshall Sahlins est diplômé de l'université du Michigan où il est élève de Leslie White, puis il obtient un doctorat à l'université Columbia en 1954. Dans les années 1960, il proteste activement contre la guerre du Viêt Nam.
Marshall Sahlins entretient des liens étroits avec la France, où il réside deux ans (1967-1968). Il est docteur honoris causa de l'Université Paris X Nanterre (1999) et de l'Université Paris Descartes (2011). Outre son admiration à l'égard de Claude Lévi-Strauss, Sahlins exprime lors du discours prononcé à l'Université Paris Descartes en 2011 sa dette intellectuelle à l'égard de certains anthropologues français, en particulier Lucien Lévy-Bruhl, Roger Bastide et Georges Balandier (voir lien externe ci-dessous).
Il meurt le 5 avril 2021,.

## Travaux
Marshall Sahlins se consacre à faire la démonstration que la culture exerce un pouvoir contraignant sur les actions et les perceptions des gens. Il lutte pour démystifier l'idée de l'homo œconomicus. Il critique également la sociobiologie.
Ses ouvrages cernent surtout les peuples du Pacifique, notamment les îles Fidji et Hawaii.
Marshall Sahlins est proche du néo-structuralisme, mais aussi du marxisme et de l'anthropologie dynamique. Au départ il est proche des thèses marxistes, mais il va changer avec son travail sur l'anthropologie économique. Il s'attache à analyser les phénomènes d'acculturation et il cherche à mettre au jour les mécanismes gouvernant les processus d'emprunts de transformation. Il centre davantage ses analyses sur des processus micro-culturels. Il opère un décryptage très fin des logiques en jeu dans la communication sociale. Il conserve la notion de structures, notamment pour décrire les relations symboliques qui sont en jeu dans un système culturel, mais il y introduit la question de l'histoire. Dans son ouvrage Âge de pierre, âge d'abondance, il se pose la question : Quel est le statut de l'économie primitive ?  
La société des chasseurs-cueilleurs n'est pas une société de dénuement mais d'abondance.
L'auteur montre ainsi une autre définition de l'abondance, inconnue de nos sociétés contemporaines : produire et consommer uniquement ce dont on a besoin. Sahlins semble ainsi relancer le débat entre matérialistes et idéalistes qui, dans le structuralisme, oppose raison culturelle et raison utilitaire.
L'économie est-elle gouvernée par la raison culturelle ou au contraire par la raison utilitaire ? Insister sur les conditions matérielles et les contraintes de production, c'est se situer du côté de la raison utilitaire. La perspective est alors marxienne. Les idéaux culturels et les systèmes de représentation relèvent pour leur part de la raison culturelle. Pour Sahlins la détermination des besoins est régie par la culture. L'ensemble des schémas symboliques sont des reproductions humaines.
Dans les années 1990, Marshall Sahlins est critiqué par l'anthropologue sri-lankais Gananath Obeyesekere pour son interprétation du comportement des Hawaïens lors de la mort du capitaine James Cook en 1779. Pour Sahlins, les Hawaiiens avaient reconnu en Cook leur dieu Lono, et sa mise à mort fut en accord avec les prescriptions d'un rituel préexistant, appliqué logiquement lorsque le dieu semblait être arrivé. D'après Sahlins, la rationalité des Hawaiiens était distincte de celle des Européens, mais non moins valable pour autant. Pour Obeyesekere, les Hawaiiens avaient reconnu en Cook un grand chef, et non un dieu. D'après lui, la rationalité des Hawaiiens ne se distinguait pas radicalement de celle des Européens. La dispute entre les deux anthropologues mena à plusieurs publications et contre-publications, et suscita des réponses d'autres historiens, sociologues ou anthropologues, qui prirent parti pour l'un ou pour l'autre - tels Borofsky pour Sahlins, ou Windschuttle pour Obeyesekere.
Plus récemment, Marshall Sahlins se consacre à montrer comment les sociétés primitives confrontées à la modernité occidentale ne se contentent pas de la subir, mais évoluent pour s'y adapter. Cette partie de son œuvre est peu connue dans les pays francophones, par défaut de traduction, mais la publication récente de La découverte du vrai sauvage (2007) vient partiellement combler ce manque.
Le 23 février 2013, Marshall Sahlins démissionne solennellement de la société scientifique la plus prestigieuse des États-Unis, la National Academy of Sciences (Académie Nationale des Sciences) pour protester contre « l’élection de Napoléon Chagnon et les projets de recherche militaire de l’Académie. » Voici la déclaration qu’il a publiée pour expliquer sa démission:
« Comme le prouvent ses propres écrits ainsi que le témoignage d’autres personnes, y compris celui des peuples amazoniens et des spécialistes qui observent cette région, Chagnon a fait beaucoup de mal aux communautés indigènes au sein desquelles il a effectué ses recherches. Parallèlement, ses déclarations « scientifiques » concernant l’évolution humaine et la sélection génétique en faveur de la violence masculine – comme dans l’étude célèbre qu’il a publiée dans Science en 1988 – s’avèrent superficielles et sans fondement, ce qui n’est pas à l’honneur de l’anthropologie. Son élection à l’Académie Nationale des Sciences est, au mieux, une énorme bévue morale et intellectuelle de la part de ses membres. À tel point que ma propre participation à l’Académie est devenue gênante.
Je ne souhaite pas non plus me rendre complice de l’assistance, de l’encouragement et du soutien que l’Académie nationale des sciences procure à la recherche en sciences sociales afin d’améliorer les performances de l’armée américaine, étant donné tout ce que cette armée a coûté de sang, de richesse et de bonheur au peuple américain, et les souffrances qu’elle a infligées à d’autres peuples au cours des guerres inutiles de ce siècle. Je crois que l’Académie Nationale des Sciences, si elle s’engage dans cette recherche connexe, devrait réfléchir au moyen de promouvoir la paix et non de faire la guerre. »
Napoléon Chagnon est devenu célèbre après son travail sur le terrain chez les Yanomami dans les forêts tropicales de l'Amérique du Sud au cours des années 1960 et 1970. Mais son comportement sur place, ses observations et l'interprétation des mœurs guerrières de cette tribu sont controversées. Sahlins dénonce une fois de plus, à travers cette nomination et sa démission, l'influence néfaste de la sociobiologie sur les sciences humaines.

## Critiques diverses
« Le célèbre, à tort, auteur nord-américain Marshall Sahlins, a même affirmé, aux dépens d'une génération de chercheurs, qui l'ont malheureusement cru sur parole, reprenant en cela les élucubrations d'anciens auteurs coloniaux oubliés, que la chefferie était caractéristique de la Polynésie et que les sociétés à big man caractérisaient la Mélanésie. » (Jean Guiart 2011ː61)

## Publications

### En anglais
- Social Stratification in Polynesia (1958)
- Evolution and Culture (ed., 1960)
- Moala: Culture and Nature on a Fijian Island (1962)
- Tribesmen (1968)
- Stone Age Economics (1974 :  (ISBN 0-422-74530-8))
- The Use and Abuse of Biology:An Anthropological Critique of Sociobiology (1976 :  (ISBN 0-472-08777-0))
- Culture and Practical Reason, University of Chicago Press (1976 :  (ISBN 0-226-73359-9))
- Historical Metaphors and Mythical Realities (1981 :  (ISBN 0-472-02721-2))
- Islands of History (1985 :  (ISBN 0-226-73357-2))
- Anahulu: The Anthropology of History in the Kingdom of Hawaii (1992 :  (ISBN 0-226-73363-7))
- « Goodbye to Tristes Tropes: Ethnography in the Context of Modern World History », The Journal of Modern History, vol. 65, n° 1, mars 1993
- How "Natives" Think: About Captain Cook, for Example, University of Chicago Press (1995 :  (ISBN 0-226-73368-8))
- Waiting For Foucault (1999 :  (ISBN 1-891754-11-4))
- Culture in Practice (2000 :  (ISBN 0-942299-37-X))
- Apologies to Thucydides: Understanding History as Culture and Vice Versa, University of Chicago Press (2004 :  (ISBN 0-226-73400-5))
- The Western Illusion of Human Nature (2008 :  (ISBN 978-0-9794057-2-3))
- What Kinship Is–and Is Not University of Chicago Press (2012 :  (ISBN 978-0-226-92512-7))
- « Cosmic Economics », Annals of the Fondazione Luigi Einaudi, vol. 55, juin 2021

- On Kings 2017, avec David Graeber

### En français
- Âge de pierre, âge d'abondance : L'économie des sociétés primitives [« Stone Age Economics »], Gallimard, 1976, 420 p. (ISBN 978-2-07-029285-1)
- Au cœur des sociétés : Raison utilitaire et raison culturelle [« Culture and Practical Reason »]  (trad. de l'anglais), Paris, Gallimard, 1980, 312 p. (ISBN 978-2-07-028802-1)
- Critique de la sociobiologie : Aspects anthropologiques [« The Use and Abuse of Biology:An Anthropological Critique of Sociobiology »], Gallimard, 1980, 200 p. (ISBN 978-2-07-020153-2)
- Des îles dans l'histoire [« Islands of History »], Seuil, 1989, 188 p. (ISBN 978-2-02-010585-9)
- La découverte du vrai Sauvage [« Culture in Practice »]  (trad. de l'anglais), Paris, Gallimard, 2007, 464 p. (ISBN 978-2-07-076243-9)
- La nature humaine : une illusion occidentale [« The Western Illusion of Human Nature »]  (trad. de l'anglais), Paris, éditions de l'éclat, 2009, 112 p. (ISBN 978-2-84162-184-2, lire en ligne)
- Sur les rois [« On Kings »]  (coécrit avec David Graeber), Bordeaux, La Tempête, 2023, 620 p. (ISBN 979-10-94512-31-9)